# Laparoscopie

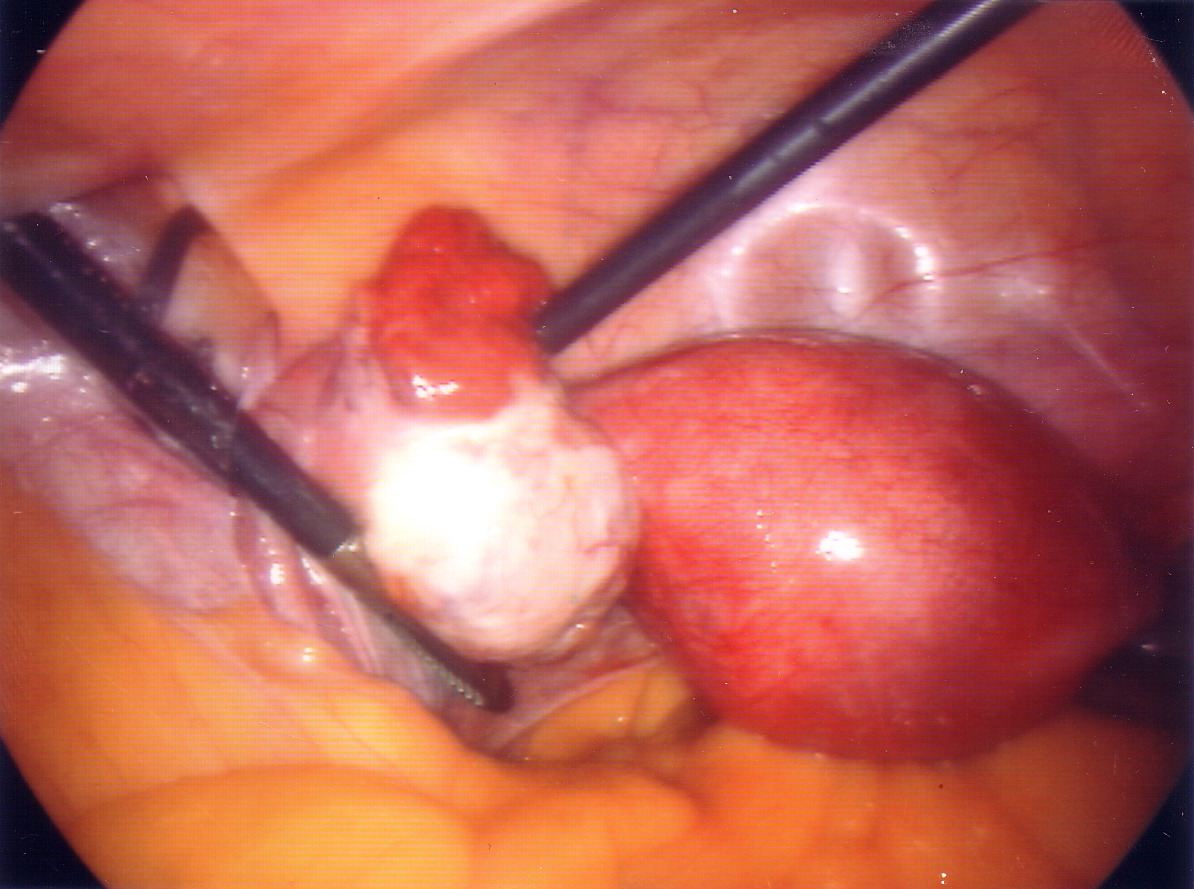
Laparoscopie van eileiders

Laparoscopie is in de heelkunde de inspectie door middel van een kijkoperatie van de buikholte op een minimaal-invasieve methode, ook wel minimaal-invasieve chirurgie genoemd.
Laparoscopie kan worden uitgevoerd door de chirurg, uroloog en de gynaecoloog. Met de patiënt onder narcose wordt er een incisie gemaakt in de onderste rand van de navel. Hierin wordt met een holle naald koolstofdioxide (CO2) in de buikholte geblazen. Nadat de naald is verwijderd wordt met behulp van een trocart (een soort priem) via de incisie een opening gemaakt in de buikholte. Hierdoor gaat de laparoscoop (endoscoop voor de buik) waarmee de buikholte geïnspecteerd kan worden. Eventueel worden er nog meer openingen gemaakt waardoor instrumenten (zuigers, tangen, scharen, coaguleerapparatuur, naaldvoerders, etc) heen kunnen. De lokalisatie daarvan is afhankelijk van de ziekte en het (behandelings)plan.
Door de CO2 in de buikholte heeft de patiënt na de operatie last van pijn in de schouders (post-laparoscopische schouderpijn). Hoewel de minimaal-invasieve chirurgie veel voordelen heeft, wordt dit een steeds groter probleem. De oorzaak hiervan is dat er een toenemend aantal gecompliceerde en daardoor langdurige ingrepen laparoscopisch mogelijk zijn. Hierdoor blijft er meer CO2 in de buikholte achter.
Sinds 2000 wordt steeds vaker een robot gebruikt bij een laparoscopie: de robotische laparoscopie. Op dit moment (2024) is door de ontwikkeling hiervan dit de meest geavanceerde vorm van een laparoscopie. Een aantal voordelen: de incicies zijn kleiner, de chirurg heeft meerdere armen van de robot onder controle, het beeld kan in 3-D worden weergegeven en de nauwkeurigheid is mede hierdoor groter. Door de kleinere incisies die intradermaal gehecht kunnen worden blijven er zelden zichtbare littekens over.
Een sinds circa 2010 beschikbare, maar erg weinig gebruikte methode is laparo-endoscopic single-site-chirurgie (LESS). Met de LESS-techniek wordt geopereerd via 1 opening in plaats van 3, 4 of 5 openingen. De opening van 2 cm wordt meestal gemaakt ter hoogte van de navel. Hierbij blijft na verloop van tijd meestal geen enkel litteken over omdat het enige litteken wegvalt in de navel. De techniek is in principe toe te passen bij alle operaties die via de gewone laparoscopie uitgevoerd kunnen worden, maar is technisch wel uitdagender omdat de bewegingsvrijheid en zichtbaarheid voor de chirurg een stuk beperkter is.

## Laparoscopische behandelingen
In de algemene chirurgie
- Gastric bypass (operatie voor obesitas)
- Maagbandje plaatsen (idem)
- Liesbreuk of littekenbreukoperatie
- Galblaasoperatie (cholecystectomie)
- Dikkedarmverwijdering (colectomie)
- Blindedarm-appendixverwijdering (appendectomie)
- Nefrectomie (chirurgisch verwijderen van een nier) onder meer bij niertransplantatie
- Pyelumplastiek (in geval van ureterstenose)
- Leverbiopt of andere biopsie
- fundoplicatie (vouwen van de fundus gastricus, de koepel van de maag)

In de gynaecologie
- Inspectie van de eileiders bij een fertiliteitsanalyse
- Buitenbaarmoederlijke zwangerschap (EUG)
- Cyste in het ovarium
- Sterilisatie (Filshieclips, Falloperingen, coaguleren (dichtschroeien))
- Operatieve verwijdering van vleesbomen
- Eierstokkenverwijdering (ovariectomie)
- Baarmoederverwijdering (hysterectomie)
  - totaal laparoscopisch
  - laparoscopisch geassisteerd (Laparoscopic Assisted Vaginal Hysterectomy, LAVH)
- Biopsie van lymfklieren bij kanker
- Verzakkingsoperatie (colposacropexie)

## Complicaties
- bloeding
- buikwandbreuk door littekenbreuk waar een trocart ingebracht is geweest
- darmperforatie
- perforatie urineblaas
- beschadiging urinebuis
- gasembolie
- hypercapnie (te hoog koolzuurgasgehalte in het bloed)
- verhoogde intra-abdominale druk, daardoor ook verhoogde beademingsdrukken.[2]
- langdurige post-laparoscopische schouderpijn door achterblijven CO2 in de buikholte of lekken CO2 langs de trocart in de buikwand
- Meralgia paraesthetica

## Veterinaire geneeskunde
De techniek wordt ook binnen de veterinaire geneeskunde regelmatig toegepast. Bij gezelschapsdieren zijn verschillende indicaties. Het is mogelijk om een teefje of poes laparoscopisch te steriliseren. Ook is het een manier om honden en katten met een niet ingedaalde testikel te behandelen. Sommige dierenartsen gebruiken de techniek om de maag vast te zetten bij honden die een risico lopen op maagdraaiing. Voordeel van de laparoscopische techniek bij dieren is vooral de kortere hersteltijd. Die is te danken aan het minder grote wondoppervlak.